# Sant Antoni de Requena
Sant Antoni de Requena (en castellà i oficialment, San Antonio) és una entitat local menor del País Valencià ubicada dins del terme municipal de Requena. Amb 1.840 habitants en 2015 (INE), és el tercer nucli més poblat de la comarca de la Plana d'Utiel-Requena.
La localitat està molt ben comunicada, es pot accedir per carretera (autovia A-3, eixides 281 i 285) i té parada d'autobús i parada de la línia C3 de tren de rodalies. L'Estació de Requena-Utiel d'AVE unix les ciutats de València, Conca i Madrid.
Al llarg de la història, ha existit una forta connexió entre Sant Antoni i els llogarets de San Juan, Roma i Barrio Arroyo.